# Enispe euthymnius
Enispe euthymnius är en fjärilsart som beskrevs av Doubleday 1845. Enispe euthymnius ingår i släktet Enispe och familjen praktfjärilar. Inga underarter finns listade i Catalogue of Life.